# Anni Sanneck
Anneliese „Anni“ Sanneck (1889 in Cichy – 11. März 1943 in Auschwitz) war eine deutsche Hochstaplerin, die vor allem für ihre temperamentvollen Auftritte vor Gericht bekannt war und die in der Weimarer Zeit als Königin der Hochstapler galt. Sie wurde als Opfer des NS-Regimes in Auschwitz ermordet.

## Leben
Anni Sanneck wurde im damaligen Ostpreußen geboren, sie hatte mehrere Geschwister. Die Familie übersiedelte allerdings um die Jahrhundertwende nach Lichtenberg, das damals ein Dorf in die Nähe von Berlin war. Dort arbeitete Anni Sannecks Vater als Straßenbahnfahrer. Anni Sanneck ordnete sich nicht wie ihre Geschwister in die Gesellschaft ein, sie wurde unverheiratet schwanger und daraufhin von ihrem Vater aus dem Haus geworfen. Von da an wurde Anni Sanneck immer wieder straffällig, die ihr vorgeworfenen Straftaten reichen von Betrug über Diebstahl bis Urkundenfälschung.
Anni Sanneck gab sich häufig als Person aus dem Hochadel aus, so trat sie als Gräfin von Borgell, als Prinzessin Igel-Wetzlar oder Fürstin Gerolstein auf. Den Titel Gräfin von Berlin verwendete sie offensichtlich mehrfach. Sie stand deshalb als Hochstaplerin mehrfach vor Gericht. Dabei ist überliefert, dass sie dem Gericht häufig mit wenig Respekt begegnete, bei den Verhandlungen dramatische Auftritte hinlegte und große Zuschauermengen anzog. Vermutlich litt Anni Sanneck unter einer psychischen Krankheit, es ist bekannt, dass sie Morphinabhängig war. Unter anderem deshalb wurde sie nicht nur mehrfach zu Gefängnisstrafen verurteilt, sondern verbrachte immer wieder auch Zeiten in psychiatrischen Anstalten.
Anni Sanneck wurde zu einem Opfer des NS-Regimes. Sie fiel unter den im Abkommen zwischen Otto Georg Thierack und Heinrich Himmler vom 18. September 1942 als asozial benannten Personenkreis und wurde am 8. Januar 1943 in das Konzentrationslager Auschwitz deportiert. Am 11. März 1943 wurde Anni Sanneck dort ermordet.